# NGC 7008
NGC 7008 هي مجرة تتبع كوكبة الدجاجة. اكتشفها ويليام هيرشل في 14 أكتوبر 1787.

## روابط خارجية
- NGC 7008 على موقع ويكي سكاي: DSS2, SDSS, GALEX, IRAS, Hydrogen α, X-Ray, Astrophoto, Sky Map, Articles and images